# Embaixada do Uruguai em Brasília
A Embaixada da Uruguai em Brasília é a principal representação diplomática uruguaia no Brasil. O atual embaixador é Guillermo Valles Galmes..
Está localizada na quadra SES 803, Lote 14, no Setor de Embaixadas Sul, na Asa Sul.

## História
A relação entre os países, inicialmente conturbada - o Uruguai chegou a ser anexado pelo Império do Brasil, se tornando a província Cisplatina, antes de se tornar independente, e os países guerrearam em várias ocasiões - evoluiu com os anos, em especial nos últimos trinta anos, com a entrada de ambos no Mercosul. Assim como outros países, a Uruguai recebeu de graça um terreno no Setor de Embaixadas Sul na época da construção de Brasília, medida que visava a instalação mais rápida das representações estrangeiras na nova capital.
A sede definitiva foi construída entre 1978 e 1980, adotando um estilo brutalista, com muito uso de concreto aparente. Seu projeto foi feito por Mario Paysse Reyes.

## Serviços
A embaixada realiza os serviços protocolares das representações estrangeiras, como o auxílio aos uruguaios que moram no Brasil e aos visitantes vindos da Uruguai e também para os brasileiros que desejam visitar ou se mudar para o país europeu. Vizinho do Brasil, o Uruguai é um destino turístico popular entre turistas brasileiros, e a fronteira entre o Uruguai e o estado brasileiro Rio Grande do Sul tem mais de mil quilômetros com algumas cidades fronteiriças conurbadas.
Além da embaixada de Brasília, o Uruguai conta com mais seis consulados gerais, em São Paulo, em Belo Horizonte, no Rio de Janeiro, em Porto Alegre, em Pelotas e Quaraí, nove consulados em Curitiba, Salvador, Florianópolis, Chuí, Bagé, Jaguarão, Rio Grande, Santa Maria e Sant'Ana do Livramento e ainda seis consulados honorários em Fortaleza, Olinda, Paranaguá, Rio Grande, Santa Maria e Santos.
Outras ações que passam pela embaixada são as relações diplomáticas com o governo brasileiro nas áreas política, econômica, cultural e científica. As trocas comerciais entre os países, facilitadas pelos acordos alfandegários do Mercosul, já chegaram a 4,2 bilhões de dólares anuais. As diplomacias negociam novas liberações de entrada e saída e residência para os cidadãos dos dois países.